# Тагільська тема
Тагі́льська те́ма — тема в шаховій композиції. Суть теми — в механізмі чорної корекції не менше ніж у двох фазах проходить переміна відповідей білих на байдужі і точні ходи чорних.

## Історія
Ідею запропонували російські шахові композитори з Нижнього Тагілу Свердловської області. Над цим задумом у 1948 — 1950 роках активно працювала група молодих проблемістів Борис Назаров, Валерій Малій, Фелікс Россомахо, Яків Россомахо.
В задачі в першій фазі після хибного вступного ходу, або в ілюзорній грі є певні матуючі ходи білих на байдужий хід чорних і точний або два точних ходи. А в рішенні в цьому ж механізмі чорної корекції проходить переміна матуючих ходів білих.
Ідея дістала назву від географічного проживання розробників нової ідеї — тагільська тема. У 1962 році свердловська газета «На смену» провела тематичний конкурс на цю ідею. Вперше цю тему в триходовій формі виразив свердловський шаховий композитор Валентин Ударцев.
|   | a | b | c | d | e | f | g | h |   |
| 8 | c7 білий король · d7 чорний пішак · e7 чорний кінь · f7 чорна тура · a6 білий ферзь · b6 чорний пішак · d5 чорний король · f5 білий слон · c4 біла тура · g4 білий кінь · b3 чорний кінь · a2 чорний слон · d2 білий кінь · c1 чорний слон | c7 білий король · d7 чорний пішак · e7 чорний кінь · f7 чорна тура · a6 білий ферзь · b6 чорний пішак · d5 чорний король · f5 білий слон · c4 біла тура · g4 білий кінь · b3 чорний кінь · a2 чорний слон · d2 білий кінь · c1 чорний слон | c7 білий король · d7 чорний пішак · e7 чорний кінь · f7 чорна тура · a6 білий ферзь · b6 чорний пішак · d5 чорний король · f5 білий слон · c4 біла тура · g4 білий кінь · b3 чорний кінь · a2 чорний слон · d2 білий кінь · c1 чорний слон | c7 білий король · d7 чорний пішак · e7 чорний кінь · f7 чорна тура · a6 білий ферзь · b6 чорний пішак · d5 чорний король · f5 білий слон · c4 біла тура · g4 білий кінь · b3 чорний кінь · a2 чорний слон · d2 білий кінь · c1 чорний слон | c7 білий король · d7 чорний пішак · e7 чорний кінь · f7 чорна тура · a6 білий ферзь · b6 чорний пішак · d5 чорний король · f5 білий слон · c4 біла тура · g4 білий кінь · b3 чорний кінь · a2 чорний слон · d2 білий кінь · c1 чорний слон | c7 білий король · d7 чорний пішак · e7 чорний кінь · f7 чорна тура · a6 білий ферзь · b6 чорний пішак · d5 чорний король · f5 білий слон · c4 біла тура · g4 білий кінь · b3 чорний кінь · a2 чорний слон · d2 білий кінь · c1 чорний слон | c7 білий король · d7 чорний пішак · e7 чорний кінь · f7 чорна тура · a6 білий ферзь · b6 чорний пішак · d5 чорний король · f5 білий слон · c4 біла тура · g4 білий кінь · b3 чорний кінь · a2 чорний слон · d2 білий кінь · c1 чорний слон | c7 білий король · d7 чорний пішак · e7 чорний кінь · f7 чорна тура · a6 білий ферзь · b6 чорний пішак · d5 чорний король · f5 білий слон · c4 біла тура · g4 білий кінь · b3 чорний кінь · a2 чорний слон · d2 білий кінь · c1 чорний слон | 8 |
| 7 | c7 білий король · d7 чорний пішак · e7 чорний кінь · f7 чорна тура · a6 білий ферзь · b6 чорний пішак · d5 чорний король · f5 білий слон · c4 біла тура · g4 білий кінь · b3 чорний кінь · a2 чорний слон · d2 білий кінь · c1 чорний слон | c7 білий король · d7 чорний пішак · e7 чорний кінь · f7 чорна тура · a6 білий ферзь · b6 чорний пішак · d5 чорний король · f5 білий слон · c4 біла тура · g4 білий кінь · b3 чорний кінь · a2 чорний слон · d2 білий кінь · c1 чорний слон | c7 білий король · d7 чорний пішак · e7 чорний кінь · f7 чорна тура · a6 білий ферзь · b6 чорний пішак · d5 чорний король · f5 білий слон · c4 біла тура · g4 білий кінь · b3 чорний кінь · a2 чорний слон · d2 білий кінь · c1 чорний слон | c7 білий король · d7 чорний пішак · e7 чорний кінь · f7 чорна тура · a6 білий ферзь · b6 чорний пішак · d5 чорний король · f5 білий слон · c4 біла тура · g4 білий кінь · b3 чорний кінь · a2 чорний слон · d2 білий кінь · c1 чорний слон | c7 білий король · d7 чорний пішак · e7 чорний кінь · f7 чорна тура · a6 білий ферзь · b6 чорний пішак · d5 чорний король · f5 білий слон · c4 біла тура · g4 білий кінь · b3 чорний кінь · a2 чорний слон · d2 білий кінь · c1 чорний слон | c7 білий король · d7 чорний пішак · e7 чорний кінь · f7 чорна тура · a6 білий ферзь · b6 чорний пішак · d5 чорний король · f5 білий слон · c4 біла тура · g4 білий кінь · b3 чорний кінь · a2 чорний слон · d2 білий кінь · c1 чорний слон | c7 білий король · d7 чорний пішак · e7 чорний кінь · f7 чорна тура · a6 білий ферзь · b6 чорний пішак · d5 чорний король · f5 білий слон · c4 біла тура · g4 білий кінь · b3 чорний кінь · a2 чорний слон · d2 білий кінь · c1 чорний слон | c7 білий король · d7 чорний пішак · e7 чорний кінь · f7 чорна тура · a6 білий ферзь · b6 чорний пішак · d5 чорний король · f5 білий слон · c4 біла тура · g4 білий кінь · b3 чорний кінь · a2 чорний слон · d2 білий кінь · c1 чорний слон | 7 |
| 6 | c7 білий король · d7 чорний пішак · e7 чорний кінь · f7 чорна тура · a6 білий ферзь · b6 чорний пішак · d5 чорний король · f5 білий слон · c4 біла тура · g4 білий кінь · b3 чорний кінь · a2 чорний слон · d2 білий кінь · c1 чорний слон | c7 білий король · d7 чорний пішак · e7 чорний кінь · f7 чорна тура · a6 білий ферзь · b6 чорний пішак · d5 чорний король · f5 білий слон · c4 біла тура · g4 білий кінь · b3 чорний кінь · a2 чорний слон · d2 білий кінь · c1 чорний слон | c7 білий король · d7 чорний пішак · e7 чорний кінь · f7 чорна тура · a6 білий ферзь · b6 чорний пішак · d5 чорний король · f5 білий слон · c4 біла тура · g4 білий кінь · b3 чорний кінь · a2 чорний слон · d2 білий кінь · c1 чорний слон | c7 білий король · d7 чорний пішак · e7 чорний кінь · f7 чорна тура · a6 білий ферзь · b6 чорний пішак · d5 чорний король · f5 білий слон · c4 біла тура · g4 білий кінь · b3 чорний кінь · a2 чорний слон · d2 білий кінь · c1 чорний слон | c7 білий король · d7 чорний пішак · e7 чорний кінь · f7 чорна тура · a6 білий ферзь · b6 чорний пішак · d5 чорний король · f5 білий слон · c4 біла тура · g4 білий кінь · b3 чорний кінь · a2 чорний слон · d2 білий кінь · c1 чорний слон | c7 білий король · d7 чорний пішак · e7 чорний кінь · f7 чорна тура · a6 білий ферзь · b6 чорний пішак · d5 чорний король · f5 білий слон · c4 біла тура · g4 білий кінь · b3 чорний кінь · a2 чорний слон · d2 білий кінь · c1 чорний слон | c7 білий король · d7 чорний пішак · e7 чорний кінь · f7 чорна тура · a6 білий ферзь · b6 чорний пішак · d5 чорний король · f5 білий слон · c4 біла тура · g4 білий кінь · b3 чорний кінь · a2 чорний слон · d2 білий кінь · c1 чорний слон | c7 білий король · d7 чорний пішак · e7 чорний кінь · f7 чорна тура · a6 білий ферзь · b6 чорний пішак · d5 чорний король · f5 білий слон · c4 біла тура · g4 білий кінь · b3 чорний кінь · a2 чорний слон · d2 білий кінь · c1 чорний слон | 6 |
| 5 | c7 білий король · d7 чорний пішак · e7 чорний кінь · f7 чорна тура · a6 білий ферзь · b6 чорний пішак · d5 чорний король · f5 білий слон · c4 біла тура · g4 білий кінь · b3 чорний кінь · a2 чорний слон · d2 білий кінь · c1 чорний слон | c7 білий король · d7 чорний пішак · e7 чорний кінь · f7 чорна тура · a6 білий ферзь · b6 чорний пішак · d5 чорний король · f5 білий слон · c4 біла тура · g4 білий кінь · b3 чорний кінь · a2 чорний слон · d2 білий кінь · c1 чорний слон | c7 білий король · d7 чорний пішак · e7 чорний кінь · f7 чорна тура · a6 білий ферзь · b6 чорний пішак · d5 чорний король · f5 білий слон · c4 біла тура · g4 білий кінь · b3 чорний кінь · a2 чорний слон · d2 білий кінь · c1 чорний слон | c7 білий король · d7 чорний пішак · e7 чорний кінь · f7 чорна тура · a6 білий ферзь · b6 чорний пішак · d5 чорний король · f5 білий слон · c4 біла тура · g4 білий кінь · b3 чорний кінь · a2 чорний слон · d2 білий кінь · c1 чорний слон | c7 білий король · d7 чорний пішак · e7 чорний кінь · f7 чорна тура · a6 білий ферзь · b6 чорний пішак · d5 чорний король · f5 білий слон · c4 біла тура · g4 білий кінь · b3 чорний кінь · a2 чорний слон · d2 білий кінь · c1 чорний слон | c7 білий король · d7 чорний пішак · e7 чорний кінь · f7 чорна тура · a6 білий ферзь · b6 чорний пішак · d5 чорний король · f5 білий слон · c4 біла тура · g4 білий кінь · b3 чорний кінь · a2 чорний слон · d2 білий кінь · c1 чорний слон | c7 білий король · d7 чорний пішак · e7 чорний кінь · f7 чорна тура · a6 білий ферзь · b6 чорний пішак · d5 чорний король · f5 білий слон · c4 біла тура · g4 білий кінь · b3 чорний кінь · a2 чорний слон · d2 білий кінь · c1 чорний слон | c7 білий король · d7 чорний пішак · e7 чорний кінь · f7 чорна тура · a6 білий ферзь · b6 чорний пішак · d5 чорний король · f5 білий слон · c4 біла тура · g4 білий кінь · b3 чорний кінь · a2 чорний слон · d2 білий кінь · c1 чорний слон | 5 |
| 4 | c7 білий король · d7 чорний пішак · e7 чорний кінь · f7 чорна тура · a6 білий ферзь · b6 чорний пішак · d5 чорний король · f5 білий слон · c4 біла тура · g4 білий кінь · b3 чорний кінь · a2 чорний слон · d2 білий кінь · c1 чорний слон | c7 білий король · d7 чорний пішак · e7 чорний кінь · f7 чорна тура · a6 білий ферзь · b6 чорний пішак · d5 чорний король · f5 білий слон · c4 біла тура · g4 білий кінь · b3 чорний кінь · a2 чорний слон · d2 білий кінь · c1 чорний слон | c7 білий король · d7 чорний пішак · e7 чорний кінь · f7 чорна тура · a6 білий ферзь · b6 чорний пішак · d5 чорний король · f5 білий слон · c4 біла тура · g4 білий кінь · b3 чорний кінь · a2 чорний слон · d2 білий кінь · c1 чорний слон | c7 білий король · d7 чорний пішак · e7 чорний кінь · f7 чорна тура · a6 білий ферзь · b6 чорний пішак · d5 чорний король · f5 білий слон · c4 біла тура · g4 білий кінь · b3 чорний кінь · a2 чорний слон · d2 білий кінь · c1 чорний слон | c7 білий король · d7 чорний пішак · e7 чорний кінь · f7 чорна тура · a6 білий ферзь · b6 чорний пішак · d5 чорний король · f5 білий слон · c4 біла тура · g4 білий кінь · b3 чорний кінь · a2 чорний слон · d2 білий кінь · c1 чорний слон | c7 білий король · d7 чорний пішак · e7 чорний кінь · f7 чорна тура · a6 білий ферзь · b6 чорний пішак · d5 чорний король · f5 білий слон · c4 біла тура · g4 білий кінь · b3 чорний кінь · a2 чорний слон · d2 білий кінь · c1 чорний слон | c7 білий король · d7 чорний пішак · e7 чорний кінь · f7 чорна тура · a6 білий ферзь · b6 чорний пішак · d5 чорний король · f5 білий слон · c4 біла тура · g4 білий кінь · b3 чорний кінь · a2 чорний слон · d2 білий кінь · c1 чорний слон | c7 білий король · d7 чорний пішак · e7 чорний кінь · f7 чорна тура · a6 білий ферзь · b6 чорний пішак · d5 чорний король · f5 білий слон · c4 біла тура · g4 білий кінь · b3 чорний кінь · a2 чорний слон · d2 білий кінь · c1 чорний слон | 4 |
| 3 | c7 білий король · d7 чорний пішак · e7 чорний кінь · f7 чорна тура · a6 білий ферзь · b6 чорний пішак · d5 чорний король · f5 білий слон · c4 біла тура · g4 білий кінь · b3 чорний кінь · a2 чорний слон · d2 білий кінь · c1 чорний слон | c7 білий король · d7 чорний пішак · e7 чорний кінь · f7 чорна тура · a6 білий ферзь · b6 чорний пішак · d5 чорний король · f5 білий слон · c4 біла тура · g4 білий кінь · b3 чорний кінь · a2 чорний слон · d2 білий кінь · c1 чорний слон | c7 білий король · d7 чорний пішак · e7 чорний кінь · f7 чорна тура · a6 білий ферзь · b6 чорний пішак · d5 чорний король · f5 білий слон · c4 біла тура · g4 білий кінь · b3 чорний кінь · a2 чорний слон · d2 білий кінь · c1 чорний слон | c7 білий король · d7 чорний пішак · e7 чорний кінь · f7 чорна тура · a6 білий ферзь · b6 чорний пішак · d5 чорний король · f5 білий слон · c4 біла тура · g4 білий кінь · b3 чорний кінь · a2 чорний слон · d2 білий кінь · c1 чорний слон | c7 білий король · d7 чорний пішак · e7 чорний кінь · f7 чорна тура · a6 білий ферзь · b6 чорний пішак · d5 чорний король · f5 білий слон · c4 біла тура · g4 білий кінь · b3 чорний кінь · a2 чорний слон · d2 білий кінь · c1 чорний слон | c7 білий король · d7 чорний пішак · e7 чорний кінь · f7 чорна тура · a6 білий ферзь · b6 чорний пішак · d5 чорний король · f5 білий слон · c4 біла тура · g4 білий кінь · b3 чорний кінь · a2 чорний слон · d2 білий кінь · c1 чорний слон | c7 білий король · d7 чорний пішак · e7 чорний кінь · f7 чорна тура · a6 білий ферзь · b6 чорний пішак · d5 чорний король · f5 білий слон · c4 біла тура · g4 білий кінь · b3 чорний кінь · a2 чорний слон · d2 білий кінь · c1 чорний слон | c7 білий король · d7 чорний пішак · e7 чорний кінь · f7 чорна тура · a6 білий ферзь · b6 чорний пішак · d5 чорний король · f5 білий слон · c4 біла тура · g4 білий кінь · b3 чорний кінь · a2 чорний слон · d2 білий кінь · c1 чорний слон | 3 |
| 2 | c7 білий король · d7 чорний пішак · e7 чорний кінь · f7 чорна тура · a6 білий ферзь · b6 чорний пішак · d5 чорний король · f5 білий слон · c4 біла тура · g4 білий кінь · b3 чорний кінь · a2 чорний слон · d2 білий кінь · c1 чорний слон | c7 білий король · d7 чорний пішак · e7 чорний кінь · f7 чорна тура · a6 білий ферзь · b6 чорний пішак · d5 чорний король · f5 білий слон · c4 біла тура · g4 білий кінь · b3 чорний кінь · a2 чорний слон · d2 білий кінь · c1 чорний слон | c7 білий король · d7 чорний пішак · e7 чорний кінь · f7 чорна тура · a6 білий ферзь · b6 чорний пішак · d5 чорний король · f5 білий слон · c4 біла тура · g4 білий кінь · b3 чорний кінь · a2 чорний слон · d2 білий кінь · c1 чорний слон | c7 білий король · d7 чорний пішак · e7 чорний кінь · f7 чорна тура · a6 білий ферзь · b6 чорний пішак · d5 чорний король · f5 білий слон · c4 біла тура · g4 білий кінь · b3 чорний кінь · a2 чорний слон · d2 білий кінь · c1 чорний слон | c7 білий король · d7 чорний пішак · e7 чорний кінь · f7 чорна тура · a6 білий ферзь · b6 чорний пішак · d5 чорний король · f5 білий слон · c4 біла тура · g4 білий кінь · b3 чорний кінь · a2 чорний слон · d2 білий кінь · c1 чорний слон | c7 білий король · d7 чорний пішак · e7 чорний кінь · f7 чорна тура · a6 білий ферзь · b6 чорний пішак · d5 чорний король · f5 білий слон · c4 біла тура · g4 білий кінь · b3 чорний кінь · a2 чорний слон · d2 білий кінь · c1 чорний слон | c7 білий король · d7 чорний пішак · e7 чорний кінь · f7 чорна тура · a6 білий ферзь · b6 чорний пішак · d5 чорний король · f5 білий слон · c4 біла тура · g4 білий кінь · b3 чорний кінь · a2 чорний слон · d2 білий кінь · c1 чорний слон | c7 білий король · d7 чорний пішак · e7 чорний кінь · f7 чорна тура · a6 білий ферзь · b6 чорний пішак · d5 чорний король · f5 білий слон · c4 біла тура · g4 білий кінь · b3 чорний кінь · a2 чорний слон · d2 білий кінь · c1 чорний слон | 2 |
| 1 | c7 білий король · d7 чорний пішак · e7 чорний кінь · f7 чорна тура · a6 білий ферзь · b6 чорний пішак · d5 чорний король · f5 білий слон · c4 біла тура · g4 білий кінь · b3 чорний кінь · a2 чорний слон · d2 білий кінь · c1 чорний слон | c7 білий король · d7 чорний пішак · e7 чорний кінь · f7 чорна тура · a6 білий ферзь · b6 чорний пішак · d5 чорний король · f5 білий слон · c4 біла тура · g4 білий кінь · b3 чорний кінь · a2 чорний слон · d2 білий кінь · c1 чорний слон | c7 білий король · d7 чорний пішак · e7 чорний кінь · f7 чорна тура · a6 білий ферзь · b6 чорний пішак · d5 чорний король · f5 білий слон · c4 біла тура · g4 білий кінь · b3 чорний кінь · a2 чорний слон · d2 білий кінь · c1 чорний слон | c7 білий король · d7 чорний пішак · e7 чорний кінь · f7 чорна тура · a6 білий ферзь · b6 чорний пішак · d5 чорний король · f5 білий слон · c4 біла тура · g4 білий кінь · b3 чорний кінь · a2 чорний слон · d2 білий кінь · c1 чорний слон | c7 білий король · d7 чорний пішак · e7 чорний кінь · f7 чорна тура · a6 білий ферзь · b6 чорний пішак · d5 чорний король · f5 білий слон · c4 біла тура · g4 білий кінь · b3 чорний кінь · a2 чорний слон · d2 білий кінь · c1 чорний слон | c7 білий король · d7 чорний пішак · e7 чорний кінь · f7 чорна тура · a6 білий ферзь · b6 чорний пішак · d5 чорний король · f5 білий слон · c4 біла тура · g4 білий кінь · b3 чорний кінь · a2 чорний слон · d2 білий кінь · c1 чорний слон | c7 білий король · d7 чорний пішак · e7 чорний кінь · f7 чорна тура · a6 білий ферзь · b6 чорний пішак · d5 чорний король · f5 білий слон · c4 біла тура · g4 білий кінь · b3 чорний кінь · a2 чорний слон · d2 білий кінь · c1 чорний слон | c7 білий король · d7 чорний пішак · e7 чорний кінь · f7 чорна тура · a6 білий ферзь · b6 чорний пішак · d5 чорний король · f5 білий слон · c4 біла тура · g4 білий кінь · b3 чорний кінь · a2 чорний слон · d2 білий кінь · c1 чорний слон | 1 |
|   | a | b | c | d | e | f | g | h |   |

FEN: 8/2Kpnr2/Qp6/3k1B2/2R3N1/1n6/b2N4/2b5

1. Rc6? ~ 2. Qc4#
1. ... Sb~  2. Qd3#
1. ... Sc5  2. Rd6#
1. ... Sd4! 2. Be4#, 1. ... b5!
1. Re4! ~ 2. Qc4#
1. ... Sb~  2. Qb5#
1. ... Sc5  2. Se3#
1. ... Sd4! 2. Re5#
- — - — - — -
1. ... b5 2. Qd6#
В дійсній грі на тематичні ходи чорного коня в механізмі чорної корекції пройшла зміна матів.